# Todesotter

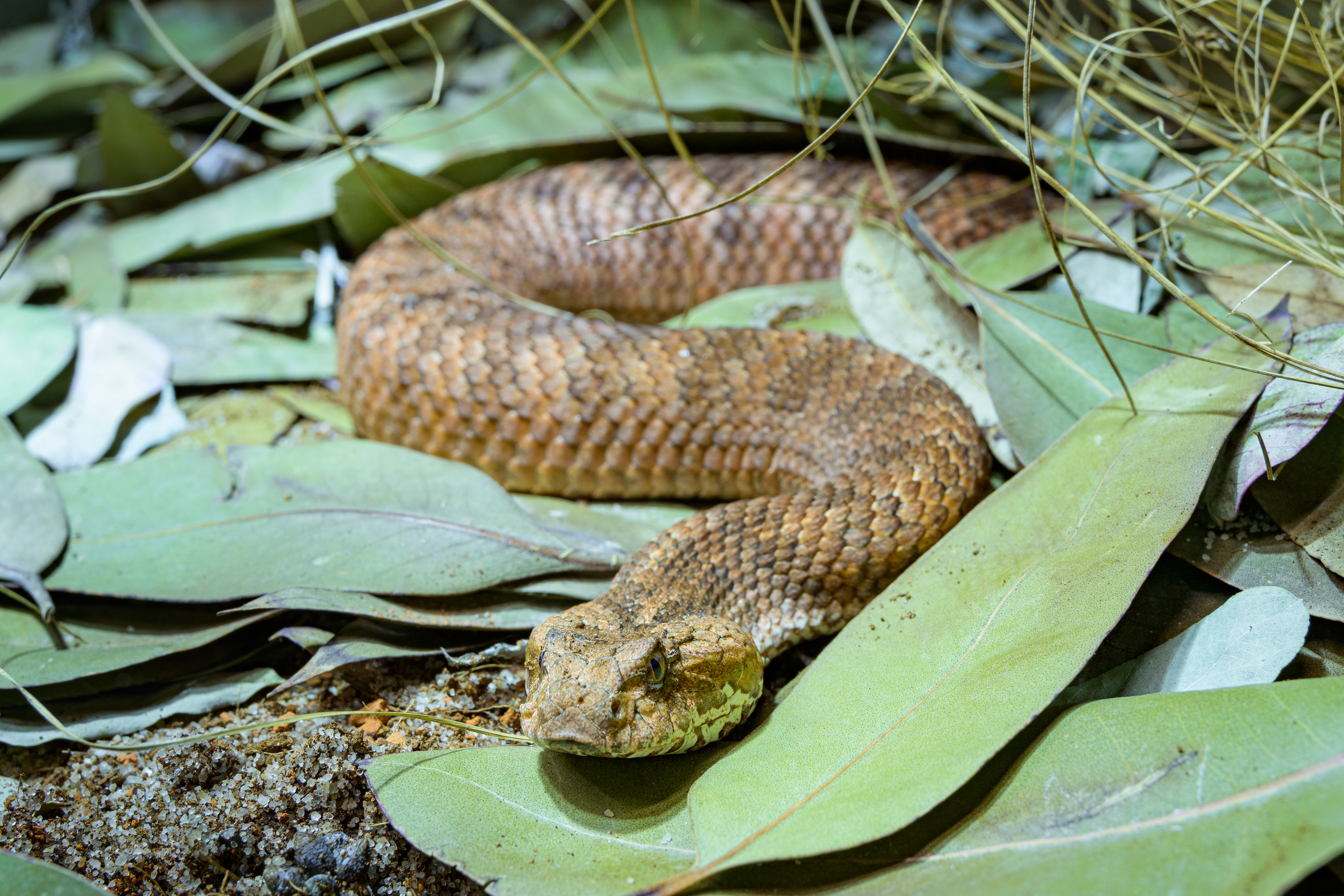
Vorderansicht einer Todesotter

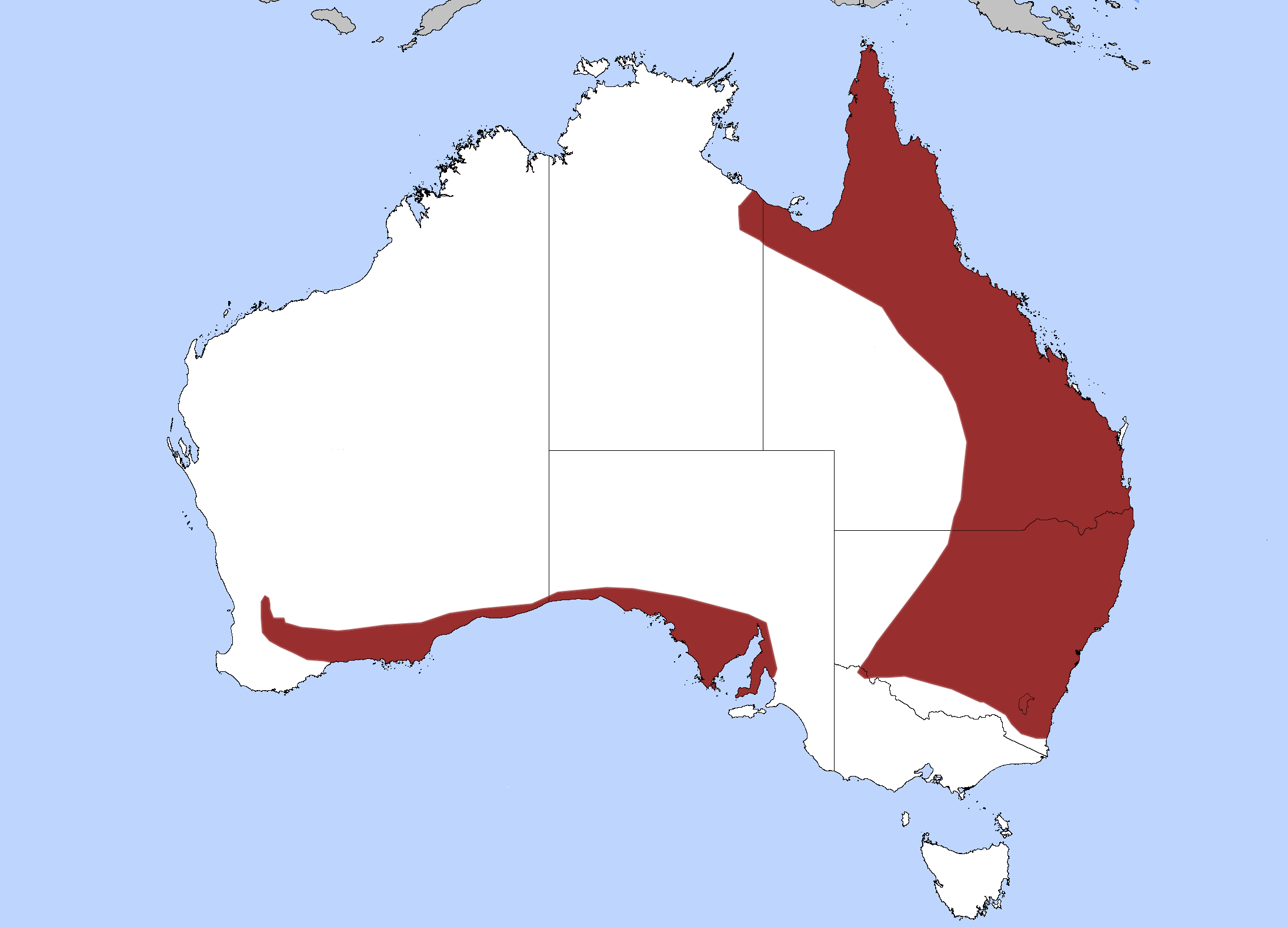
Verbreitungsgebiet der Todesotter

Die Todesotter (Acanthophis antarcticus, Syn.: Acanthophis schistos) ist eine Schlangenart aus der Familie der Giftnattern (Elapidae), die in weiten Teilen des südlichen, östlichen und nördlichen Australiens vorkommt.

## Merkmale
Todesottern erreichen meist eine Länge von 50 bis 60 Zentimetern, maximal etwa einem Meter. Der Rumpf ist seitlich abgeflacht, kräftig und vipernartig plump. Der dreieckige Kopf ist flach, sehr breit und deutlich vom Hals abgesetzt. Über den kleinen Augen mit vertikal-elliptischer Pupille stehen auffällig winkelige, aufgerichtete Überaugenschilde. Die Giftzähne sind für eine Giftnatter ungewöhnlich beweglich und lang, sie messen sechs oder mehr Millimeter. Bei Bissen können sie daher senkrecht tief ins Gewebe eindringen.
Die in 21 bis 23 schrägen Reihen angeordneten Schuppen des Rückens sind glatt oder schwach gekielt. Die Körperoberseite ist meist hell- bis dunkelgrau oder rostbraun mit mehr oder weniger deutlichen, dunklen Querbändern und an die Umgebung angepasst. Der Bauch ist heller und trägt häufig zahlreiche dunkle Flecken. Er weist 110 bis 135 Bauchschilde, einen ungeteilten Analschild und 25 bis 60 Subcaudalschilde auf. Der Schwanz ist kurz und dünn, weiß oder cremefarben und endet in einem aufgerichteten dornartigen Fortsatz.

## Lebensweise
Todesottern verbringen den Tag meist in sandigem Untergrund vergraben oder zwischen Steinen oder Vegetation verborgen. Nachts jagen sie kleine Säugetiere, Vögel, Reptilien und Amphibien, wobei Beutetiere teilweise durch Bewegungen der Schwanzspitze angelockt werden. Die Paarung findet im australischen Frühling statt. Die meist 10 bis 24 Jungen werden lebend geboren.

## Gift
Das Gift der Todesotter ist stark neurotoxisch und löst eine dem Effekt von Curare ähnelnde Muskellähmung aus. Daneben tritt eine schwache gewebezersetzende und gerinnungshemmende Wirkung ein. Todesottern sind relativ träge und flüchten auch nach dem Zubeißen meist nicht. Während in der Literatur häufig berichtet wird, dass bis zu 50 % der Todesottern-Bisse beim Menschen unbehandelt zum Tode durch Atemlähmung führen, weisen wissenschaftliche Untersuchungen auf eine Quote von nur etwa 15 % hin. Es existieren effektive Gegengifte, welche die durch das Gift verursachten Lähmungen schnell wieder aufheben.

## Trivia
Die Weibchen des Schild-Paradiesvogels belegen mit der abgeworfenen Haut dieser Schlange den Rand ihrer Nester. Das Verhalten dient vermutlich dazu, Fressfeinde abzuschrecken.